# Chloe Kelly
Chloe Maggie Kelly (Londra, 15 gennaio 1998) è una calciatrice inglese, attaccante dell’Arsenal, in prestito dal Manchester City, e della nazionale inglese.

## Carriera

### Club
Dopo aver indossato la maglia delle giovanili dell'Arsenal, il 23 luglio 2015 Kelly debutta in prima squadra un incontro con la occasione della Continental Cup nella vittoria per 3-0 sulle avversarie del Watford, siglando la sua prima rete a soli 22 minuti dall'inizio della partita. Durante il campionato 2015 di WSL1 marca, seppure per pochi minuti, due presenze, debuttando il 12 luglio nella sconfitta casalinga per 3-1 con il Liverpool.
Nel febbraio 2016 sottoscrive il suo primo contratto senior, indossando la maglia delle Gunners fino all'estate; dal giugno 2016 infatti la società, al fine di acquisire ulteriore esperienza in prima squadra, la gira in prestito all'Everton, squadra che in quel momento disputa la FA WSL 2, per il resto della stagione. Con la maglia delle Toffees scende in campo in 9 partite di campionato e sigla 2 reti prima di tornare, a stagione conclusa, all'Arsenal, con il quale sottoscrive un nuovo contratto. Nel luglio 2017 Kelly viene ancora ceduta all'Everton neopromosso in FA WSL 1 per una seconda stagione in prestito.

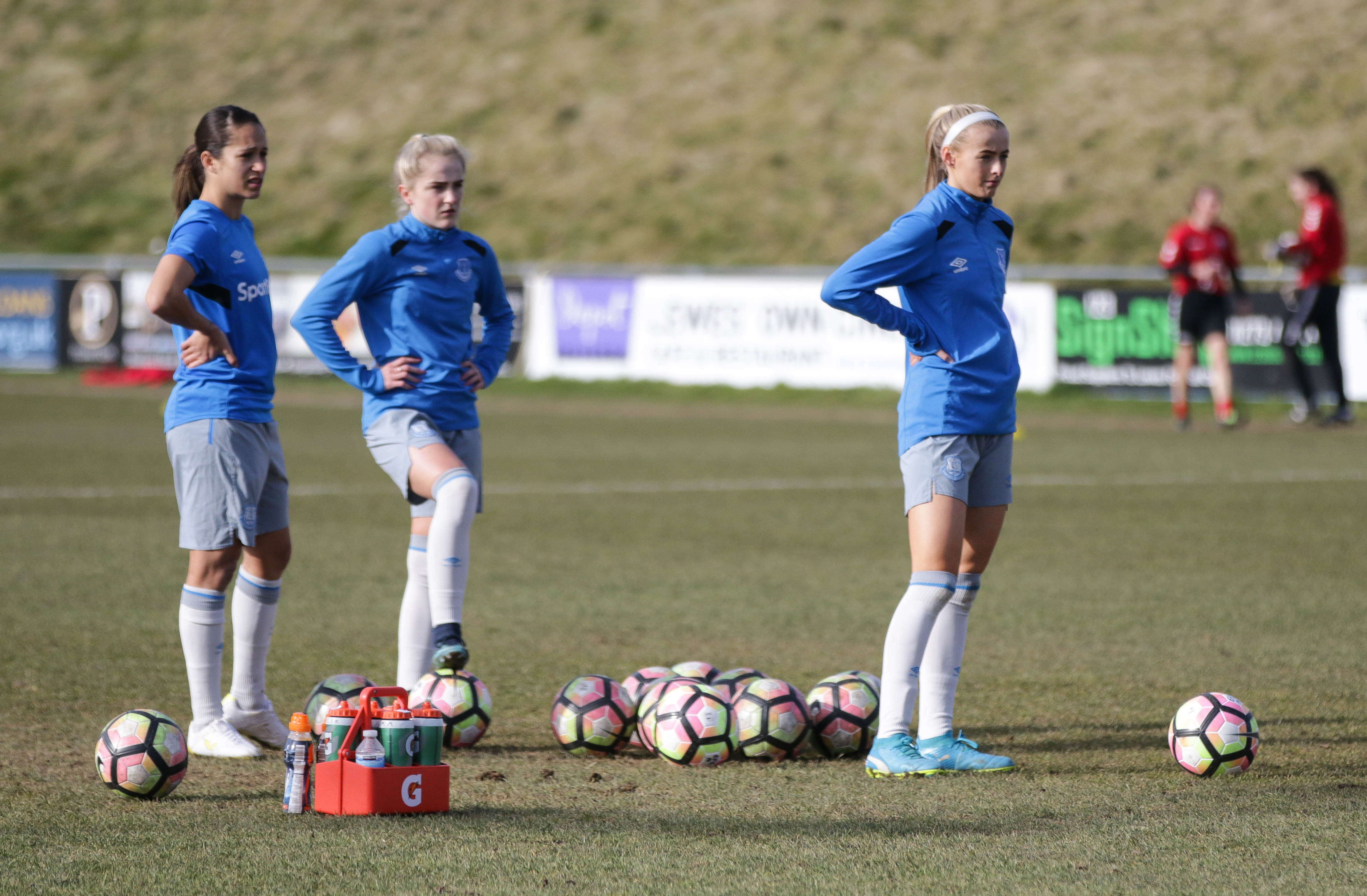
Kelly (a destra) con l' nel 2018.

Nel gennaio 2018 Kelly decide il suo trasferimento permanente all'Everton, sottoscrivendo assieme alla compagna di squadra dell'Arsenal Taylor Hinds un contratto fino all'estate 2020.
Nel giugno 2020, dopo aver rifiutato un nuovo contratto con la società di Liverpool, Kelly decide di lasciare la squadra.
Il 3 luglio 2020, durante le contrattazioni di calciomercato, il Manchester City annuncia di aver formalizzato con Kelly un contratto biennale.
Il 1º febbraio 2025 fa ritorno, in prestito, all’Arsenal, dopo quasi dieci anni dal suo debutto.

## Palmarès

### Club

#### Competizioni nazionali
- Campionato inglese di seconda divisione: 1

Everton: 2017
- Women's FA Cup: 1

Arsenal: 2015-2016
- FA Women's League Cup: 1

Manchester City: 2021-2022

#### Competizioni internazionali
- UEFA Women's Champions League: 1

Arsenal: 2024-2025

### Nazionale
- Campionato d'Europa: 2

2022, 2025
- Arnold Clark Cup: 1

2023
- Finalissima: 1

2023